# Seznam českých lingvistů
Toto je seznam českých lingvistů.

## Středověk
- Klaret (asi 1320–1370), vlastním jménem Bartoloměj z Chlumce
- Jan Hus (kolem 1370–1415)

## Renesance a humanismus
- Daniel Adam z Veleslavína (1546–1599)
- Jan Blahoslav (1523–1571)
- Viktorin Kornel ze Všehrd (1460–1520)

## Období kolem Bílé hory
- Jan Amos Komenský (1592–1670)
- Václav Jan Rosa (asi 1630–1689)
- Jiří Konstanc (1607–1673)

## Národní obrození
- Josef Jungmann (1773–1847)
- Josef Dobrovský (1753–1829)